# 道の駅原尻の滝

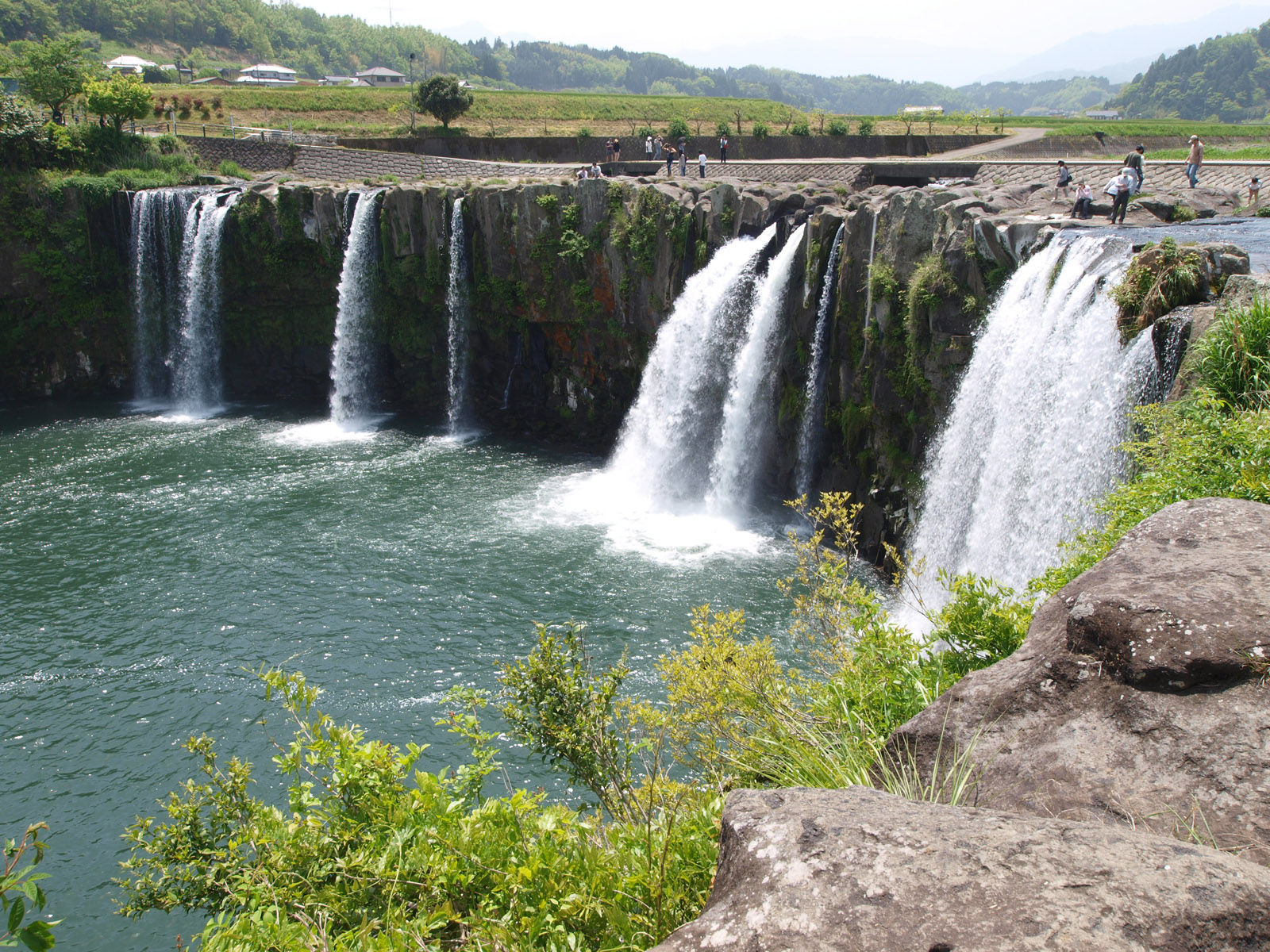
原尻の滝

道の駅原尻の滝（みちのえき はらじりのたき）は、大分県豊後大野市にある主要地方道緒方高千穂線の道の駅である。
原尻の滝に併設されている道の駅である。毎年4月には、近辺で緒方チューリップフェスタが開催される。

## 施設
- 駐車場
  - 普通車：194台
  - 大型車：6台
  - 身障者用：2台
- トイレ
  - 男：大 6器（4器）、小 13器（9器）
  - 女：14器（10器）
  - 身障者用：2器（1器）

※（）内は、24時間利用可能
- 公衆電話
- 公衆FAX
- レストラン 「白滝」（10:00 - 17:00（3 - 11月）、10:00 - 16:00（冬季））
- 売店 「滝の館」（9:30 - 17:30（3 - 11月）、9:30 - 16:30（12月 - 3月））
- 喫茶・軽食コーナー（10:00 - 18:00）
- 情報コーナー（物産館情報館中央広場）
- 自動販売機

## 休館日
- 12月31日 - 1月1日

## アクセス
- 大分県道7号緒方高千穂線
- 国道502号（すぐ近くにある）